# Trận Gumbinnen
Trận Gumbinnen là trận đánh diễn ra giữa Đế quốc Nga và Đế chế Đức trong cuộc Chiến tranh thế giới lần thứ nhất vào ngày 20 tháng 8 năm 1914 tại Gumbinnen, vùng Đông Phổ. Với quân số bị áp đảo, quân Đức tổ chức cuộc tiến công lớn này ba ngày sau khi đánh thắng quân Nga trong trận Stallupönen (chính chiến thắng này đã cổ vũ cho Tướng Maximilian von Prittwitz mở trận Gumbinnen), nhưng bị đánh lui. Quân Nga đã giữ vững được các tuyến quân của mình. Thắng lợi của quân Nga trong trận đánh này đã khiến quân Đức phải điều bớt quân từ mặt trận phía Tây về cứu Đông Phổ, tạo điều kiện để liên quân Anh-Pháp chặn chân quân Đức ở chiến trường Tây Âu trong trận sông Marne lần thứ nhất. Ngoài ra, sau chiến bại này thì Tổng tham mưu trưởng Quân đội Đức là Đại tướng Helmuth von Moltke Trẻ cũng cử Tướng Paul von Hindenburg đến thế chức Tướng Prittwitz.
Trận đánh Gumbinnen là chiến thắng lớn đầu tiên của Quân đội Nga trong cuộc Chiến tranh thế giới lần thứ nhất. Tuy nhiên, ký ức xấu của Quân đội Đức về chiến bại trong trận Gumbinnen đã bị xóa tan bởi chiến thắng lẫy lừng của họ trong trận Tannenberg không lâu sau đó.

## Hoàn cảnh dẫn đến trận đánh
Ngày 1 tháng 8 năm 1914, Đế quốc Đức tuyên chiến với Đế quốc Nga. Khi chiến tranh bùng nổ, Đế quốc Đức dự tính kết thúc chiến tranh theo kế hoạch Schliffen là tấn công chớp nhoáng tiêu diệt nước Pháp rồi điều quân sang tiêu diệt luôn Đế quốc Nga, kết thúc sớm chiến tranh. Theo kế hoạch của người Đức, Nga sẽ không thể tham chiến ngay vì chưa tổng động viên quân đội kịp. Tuy nhiên tính toán của người Đức đã sai lầm. Ngày 29 tháng 7 năm 1914, Nga tiến hành tổng động viên quân đội và ngay lập tức tấn công liên quân Đức, Áo-Hung ở mặt trận phía Đông để giảm áp lực cho Pháp ở mặt trận phía Tây và mục tiêu của quân đội Nga là Galicia và Đông Phổ.
Trong lúc đó, phòng thủ ở Đông Phổ là Tập đoàn quân số 8 của tướng Maximilian von Prittwitz và 3 quân đoàn do Hermann von François, August von Mackensen và Otto von Below chỉ huy. Nhiệm vụ của Tập đoàn quân số 8 theo kế hoạch Schlieffen là bảo vệ mặt trận phía đông trước sức tấn công của Nga để quân Đức ở mặt trận Tây Âu sau khi đánh bại Pháp sẽ đưa quân về phối hợp với quân đội Áo-Hung loại luôn Nga ra khỏi vòng chiến và kết thúc chiến tranh sớm.
Quân Nga tấn công Đông Phổ bằng Tập đoàn quân số 1 của tướng Paul von Rennenkampf và Tập đoàn quân số 2 của tướng Alexander Samsonov. Quân của tướng Rennenkampf từ Nga đánh vào mặt đông của Đông Phổ còn quân của tướng Samsonov từ Ba Lan tấn công vào mặt Bắc. Trong trận Stallupönen diễn ra trước đó, Tướng von François chỉ huy Tập đoàn quân số 8 chủ động tấn công vào Tập đoàn quân số 1 của quân Nga, quân Nga bại trận. Chiến thắng này đã khuyến khích Quân đội Đức tổ chức thêm một cuộc tấn công nữa tại Gumbinnen, với quy mô lớn hơn.

## Diễn biến

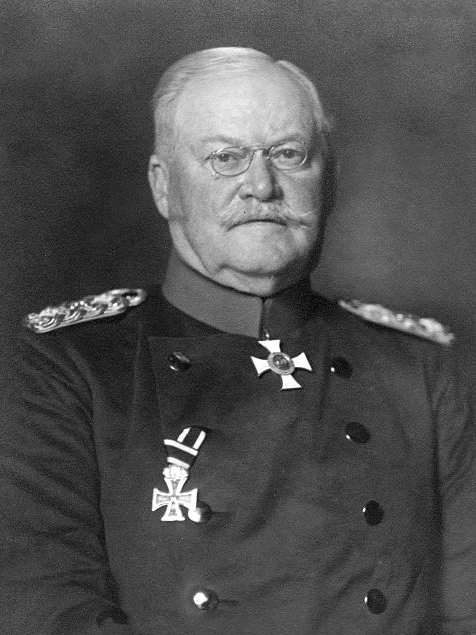
Maximilian von Prittwitz

Như vậy, Tướng Hermann von François đã thuyết phục tướng Maximilian von Prittwitz tổ chức một cuộc tổng tấn công lớn vào quân Nga với lý do là quân lính dưới quyền ông phần đông là người Đông Phổ và họ sẽ không chịu rút lui khi thấy quê hương lọt vào tay kẻ thù cũng như quân Nga không mạnh như họ tưởng. Do đó, tướng von Prittwitz quyết định tấn công Tập đoàn quân số 1 của Rennenkampf với 150.000 quân Đức đối đầu với 200.000 quân Nga. Xét ra thì quân Đức đã bị áp đảo về quân số. Đây cũng là quyết định đi ngược lại kế hoạch Schliffen vì theo kế hoạch này quân Đức ở Đông Phổ chỉ chuyển sang tấn công quân Nga khi quân Pháp đã bị đánh bại ở mặt trận Tây Âu.
Sáng ngày 20 tháng 8 năm 1914, von Francois đã cho quân đoàn của mình tấn công quân Nga tại Gumbinnen, một thành phố nhỏ của Đông Phổ, trước khi quân đoàn của Mackensen và Below còn chưa chuẩn bị. Cuộc tấn công quá vội vã này đã thất bại khi quân Nga sử dụng pháo hạng nặng đẩy lùi các đợt tấn công của người Đức. Quân Đức rút lui với việc mất 6000 tù binh về tay Nga.
Với thất bại này, tướng von Prittwitz nhận ra quân Nga đã bao vây Đông Phổ từ hai phía và để tránh tình trạng bị tiêu diệt toàn quân đã vội vã rút chạy về sông Vistula, bỏ Đông Phổ về tay người Nga.

## Kết quả
Sau thất bại này, Hoàng đế Wilhelm II và Tổng Tham mưu trưởng Helmuth Johann Ludwig von Moltke đã cách chức von Prittwitz và thay thế bằng một vị tướng đã về hưu là Paul von Hindenburg và Erich Ludendorff làm Tham mưu trưởng. Ludendorff khi ấy là một vị anh hùng đầy quang vinh của Quân đội Đức. Ngoài ra, do lo sợ mất vùng đất của tầng lớp địa chủ tư sản hóa Junker, Moltke đã điều một số sư đoàn từ mặt trận phía Tây về để cứu Đông Phổ, và đây là một quyết định sai lầm vì sau đó quân Đức ở mặt trận phía Tây đã trở nên suy yếu và hậu quả là bị liên quân Anh - Pháp chặn đứng trong trận đánh bế tắc trên sông Marne vào đầu tháng 9 năm 1914, kế hoạch Schlieffen thất bại.
Tuy nhiên, tại mặt trận phía Đông nhờ có sự tăng cường lực lượng mà quân Đức do Hindenburg và Ludendorff chỉ huy đã ngừng rút lui và chuyển sang phản công quân Nga. Kết quả cuối cùng là quân Nga đại bại trong trận Tannenberg sau đó và Đông Phổ hoàn toàn được giải nguy. Đây là chiến thắng quyết định nhất của Quân đội Đế chế Đức trong cuộc Chiến tranh thế giới lần thứ nhất, đưa Hindenburg và Ludendorff trở thành anh hùng của nước Đức.